# Nada Shabout
Nada M. Shabout (* 8. Januar 1962 in Glasgow, Schottland) ist eine US-amerikanische Kunsthistorikerin mit palästinensisch-irakischen Wurzeln, die auf irakische Kunst spezialisiert ist. Seit 2002 ist sie Professor für Kunstgeschichte an der University of North Texas. Sie ist Präsidentin und Mitgründerin der Association for Modern and Contemporary Art of the Arab World, Iran, and Turkey (AMCA).

## Biografie

### Jugend und Ausbildung
Nada Shabout war das älteste von frei Kindern einer palästinensischen Mutter und eines irakischen Vaters. Die Familie kehrte in den Irak zurück, als Shabout sechs Jahre alt war. Sie erlangte einen Abschluss an der Baghdad High School for Girls.
Shabout nahm 1980–82 am Architekturprogramm des New York Institute of Technology teil, erlangte 1984 einen Bachelor of Science in Architecture, Minor in Urban Planning an der University of Texas at Arlington, 1988 einen Bachelor of Fine Arts in Arts ebendort, 1991 einen Master of Arts in the Humanities ebendort und 1999 einen Ph.D. in Humanities mit einer Vertiefung in Kunstgeschichte und Kunstkritik ebendort. Sie schrieb ihre Dissertation über „Moderne arabische Kunst und die Metamorphose der arabischen Buchstaben“. Auf ihrer Dissertation basiert das Buch „Modern Arab Art: Formation of Arab Aesthetics“.

### Berufsleben
Shabout war ab 2002 Assistenzprofessorin für Kunstgeschichte an der University of North Texas, wo sie Arabische Visuelle Kultur und Islamische Kunst unterrichtete. Sie arbeitete an der Dokumentation modernen irakischen Kulturerbes, insbesondere der Sammlung des Irakischen Museums für Moderne Kunst, nachdem sie im Juni 2003 Bagdad besucht hatte. Sie organisierte nach 2003 in der ganzen Welt Panels und Präsentationen über den Stand des modernen irakischen Kulturerbes, die Beziehung von Identität und visuellen Repräsentationen in moderner und zeitgenössischer irakischer Kunst und Ausstellungen von Kunst aus dem Mittleren Osten im Westen seit 911.
Shabout ist Mitgründerin und Präsidentin der Association of Modern and Contemporary Art from the Arab World, Iran and Turkey (AMCA). AMCA wurde 2007 als private, internationale, gemeinnützige Organisation und als angeschlossene Organisation der Middle East Studies Association of North America (MESA) gegründet. Das Leitbild der ACMA sagt aus, dass es ihr Ziel ist, das Studium zeitgenössischer Kunst aus dem Mittleren Osten zu erweitern, indem ein Netzwerk interessierter Wissenschaftler und Organisationen geschaffen wird, das die Kommunikation und Kooperation durch die Unterstützung von Konferenzen, Meetings und dem Austausch von Informationen über Newsletter und eine Website ermöglicht.
Sie ist Kuratorin der Wanderausstellung „Dafatir: Contemporary Iraqi Book Art“ 2005–2007; und „Moments from 20th Century Iraqi Art“ im Montalvo Art Center, Kalifornien, 2007–2008. Shabout ist Herausgeberin des Ausstellungskatalogs „Dafatir: Contemporary Iraqi Book Art“ (UNT Art Gallery, 2007).

## Werke

### Bücher
- Modern Arab Art: Formation of Arab Aesthetics University of Florida Press, 2007.
- New Vision: Arab Art in the Twenty-First Century Transglobe Publishing Ltd. and Thames & Hudson, 2009.

### Kataloge
- Dafatir: Contemporary Iraqi Book Art Denton, TX: UNT Art Gallery, 2007.
- Modernism and Iraq New York: Columbia University, Miriam and Ira D. Wallach Art Gallery, 2009.

#### Artikel zu rechtlichen und ethischen Pflichten der Vereinigten Staaten im Irak nach 2003
- The Iraqi Museum of Modern Art: Ethical Implications, Collections, Vol. 2, Nr. 4, Mai, AltaMira Press, 2006
- Historiographic Invisibilities: The Case of Contemporary Iraqi Art, The International Journal of the Humanities, Vol. 3, Nr. 9, 2006
- The "Free" Art of Occupation: Images for a "New" Iraq, Arab Studies Quarterly, Vol. 28, Nr. 3 und 4, Summer and Fall 2006
- Preservation of Iraqi Modern Heritage in the Aftermath of the US Invasion of 2003 in Gail Levin and Elaine A. King, Hrsg., An anthology on Ethics in the Art World, Allworth Press, 2006

## Auszeichnungen
Zu ihren Ehrungen gehören Stipendien 2006 und 2007 des The American Academic Research Institute in Iraq (TAARII); ein Stipendium für das Senior Scholar Programm des Fulbright-Programms, und 2007 ein Dozenten/Forschungs-Stipendium für das jordanische Projekt „Arab Art Now: A Study of the Contemporary Art Vision in Jordan“.